# Vad (rivière)
Pour les articles homonymes, voir Vad.
Le Vad (en mokcha : Вадь, Vad') est une rivière de l'oblast de Penza, la Mordovie et l'oblast de Riazan en Russie, affluent gauche de la Mokcha (bassin de la Volga) à 105 km de l'estuaire de celle-ci.

## Géorgaphie
La rivière est longue de 222 km et couvre un bassin est de 6 500 km2. Le Vad prend sa source dans la forêt de Tcherkassk (raïon de Patchelma (ru) de l'oblast de Penza) et coule vers le nord. Près de Vadinsk un barrage de 700 m retient la rivière pour former un réservoir de 21 mio m3. En Mordovie, le Vad traverse essentiellement des forêts et des vallées marécageuses et sur ses derniers 15 km la rivière coule dans l'oblast de Riazan avant de se jeter dans la Mokcha à proximité de Kadom.

## Affluents
Le Vad compte une vingtaine d'affluents. Les principaux sont la Partsa et Iavas (ru), tous deux sur la rive droite.

## Hydrologie
Le débit moyen du Vad à Avdalovo (ru) (84 km de l'estuaire) est de 7,66 m3/s.